# یواس‌اس ریکویزیت (ای‌ام-۱۰۹)
یواس‌اس ریکویزیت (ای‌ام-۱۰۹) (به انگلیسی: USS Requisite (AM-109)) یک کشتی بود که طول آن ۲۲۱ فوت ۳ اینچ (۶۷٫۴۴ متر) بود. این کشتی در سال ۱۹۴۲ ساخته شد.